# Sundown Heaven Town
Sundown Heaven Town è il tredicesimo album in studio del cantante country statunitense Tim McGraw, pubblicato nel 2014.

## Tracce
1. Overrated – 3:28
2. City Lights – 4:19
3. Shotgun Rider – 3:56
4. Dust – 3:46
5. Diamond Rings and Old Barstools (con Catherine Dunn) – 3:18
6. Words Are Medicine – 4:32
7. Sick of Me – 4:05
8. Meanwhile Back at Mama's (featuring Faith Hill) – 3:47
9. Keep On Truckin' – 3:06
10. Last Turn Home – 3:56
11. Portland, Maine – 3:43
12. Lookin' for That Girl – 4:20
13. Still on the Line – 3:52

## Classifiche
| Classifica (2014) | Posizione massima |
| ----------------- | ----------------- |
| Stati Uniti       | 3                 |